# Бу су Салмез
Бу су Салмез (фр. Boux-sous-Salmaise) насеље је и општина у источном делу централне Француске у региону Бургоња, у департману Златна обала која припада префектури Монбар.
По подацима из 2011. године у општини је живело 139 становника, а густина насељености је износила 9,49 становника/km². Општина се простире на површини од 14,64 km². Налази се на средњој надморској висини од 314 метара (максималној 498 m, а минималној 296 m).

## Демографија
| 1962. | 1968. | 1975. | 1982. | 1990. | 1999. | 2011. |
| ----- | ----- | ----- | ----- | ----- | ----- | ----- |
| 246   | 247   | 207   | 170   | 170   | 149   | 139   |

График промене броја становника у току последњих година